# Selmnitz

Wappen derer von Selmnitz in Siebmachers Wappenbuch (1605)

Die von Selmnitz, auch Selmenitz, Selbitz, Selben genannt, waren ein thüringisch-ritterliches, später auch freiherrliches Uradelsgeschlecht, mit gleichnamigen Stammsitz Söllmnitz (nordöstlich von Gera).

## Geschichte
Das Adelsgeschlecht wird erstmals um das Jahr 1080 erwähnt. Conrad und Herrmann von Selmnitz sollen 1115 in der Schlacht am Welfesholz mitgekämpft haben.
Zeitweilige Sitze bestanden in Allstedt, Bedra, Delitzsch, Eckstedt, Flarchheim, Hohenkirchen (heute Ortsteil von Bröckau), Kannawurf, Klein Eichstedt, Kranichborn, Mittelhausen, Ostramondra, Schönstedt, Söllmnitz, Steinburg, Straußfurt, Vehra, Wählitz, Westgreußen, Weißenschirmbach. Im Jahr 1450 brannte das Stammgut ab, wurde danach aber wiederaufgebaut und an Kunz von Breitenbach verkauft. Im 15. und 16. Jahrhundert war die Familie Inhaber des Burglehen zu Querfurt und von 1464 bis 1521 der Vitzenburg.
Felicitas von Selmnitz, geb. von Münch (1488–1558), gehörte zum Umkreis von Martin Luther. Friedemann von Selmnitz († 1576) heiratete Magdalena Katharina von Schönfeld, eine Nichte der Ave von Schönfeld, die als Nonne mit Luthers Frau aus dem Kloster geflohen war. 
Ernst Friedemann von Selmnitz (1620–1678) war kursächsischer Geheimer Rat, Kammerherr und Oberaufseher der Grafschaft Mansfeld. 1686 verkaufte sein einziger überlebender Sohn Steinburg und Straußfurt an Gerlach Heino von Münchhausen (1652–1710), Kammerherr des Großen Kurfürsten, der eine der fünf Töchter des Ernst Friedemann von Selmnitz, Catharina Sophia von Selmnitz (1665–1735), geheiratet hatte. Straußfurt fiel sodann an dessen Sohn Gerlach Adolph von Münchhausen, Steinburg an den Sohn Philipp Adolph von Münchhausen. 
Die Familie von Selmnitz erlosch Ende des 18. Jahrhunderts. Ihr Erbbegräbnis lag im Kloster Pegau.

## Wappen
Das Wappen ist von Schwarz und Silber geviert, in jedem Feld eine Rose in verwechselten Tinkturen. Auf dem Helm ein von schwarz-silber gevierter, wachsender gestümmelter Mann, mit silbernen Halskragen und einer schwarz silbernen Mütze, an dessen goldenen Knopfe zwei schwarze und eine silberne Hahnenfeder herabhängen. Die Helmdecken sind Schwarz Silber.

## Bekannte Familienmitglieder
- Felicitas von Selmnitz geb. Münch (1488–1558), Vorkämpferin der Reformation, verheiratet 1507 mit Schlosshauptmann Wolf von Selmnitz.
- Ernst Friedemann von Selmnitz (1576–1634), Amtmann zu Arnstadt und Gehren, Hofmeister zu Ebeleben, verheiratet mit Dorothee Hogreve; erbaute 1623/24 die Kirche zu Vehra.
- Ernst Friedemann von Selmnitz (1620–1678), kursächsischer Geheimrat, Kammerherr, Oberaufseher der Grafschaft Mansfeld
- Eduard von Selmnitz (1790–1838), sächsischer Hauptmann